# Unterseeboot 146 (1940)
Pour les articles homonymes, voir Unterseeboot 146.
Le Unterseeboot 146 ou U-146 est un sous-marin allemand (U-Boot) de type II.D utilisé par la Kriegsmarine pendant la Seconde Guerre mondiale.
Comme les sous-marins de type II étaient trop petits pour des missions de combat dans l'océan Atlantique, il est utilisé principalement dans la Mer du Nord.

## Historique
Mis en service le 30 octobre 1940, l'U-146 a servi comme sous-marin d'entrainement et de navire-école pour les équipages d'abord au sein de la 1. Unterseebootsflottille à Kiel, puis à partir du 1er janvier 1941 dans la  22. Unterseebootsflottille à Gotenhafen. Le 22 juin, l'U-146 rejoint la 3. Unterseebootsflottille à Kiel et devient opérationnel.
Il quitte le 17 juin 1941 le port de Kiel pour sa première patrouille sous les ordres de l'Oberleutnant zur See Otto Itesg. Après 28 jours en mer et 1 succès sur un navire marchand finlandais de 3 496 tonneaux, il retourne à Kiel le 14 juillet 1941
Sa deuxième patrouille débute le 26 juillet 1941 pour une période de 17 jours et revient à son port d'attache de Kiel le 11 août 1941.
Il quitte le service actif le 1er septembre 1941 et sert à la formation des sous-mariniers jusqu'à la fin de la guerre au sein de la 22. Unterseebootsflottille.
Le 2 mai 1945, la fin de la guerre approchant et recevant les ordres de l'amiral Karl Dönitz pour l'Opération Regenbogen, l'U-146 est sabordé dans la Raederschleuse (écluse Raeder, entrée ouest du port) à Wilhelmshaven, à la position géographique de 53° 31′ N, 8° 10′ E.
Après guerre, il est renfloué et démoli.

## Affectations
- 1. Unterseebootsflottille à Kiel du 30 octobre au 31 décembre 1940 (entrainement)
- 22. Unterseebootsflottille à Gotenhafen du 1er janvier au 21 juin 1941 (navire-école)
- 3. Unterseebootsflottille à Kiel du 22 juin au 31 août 1941 (service active)
- 22. Unterseebootsflottille à Gotenhafen du 1er septembre 1941 au 2 mai 1945 (navire-école)

## Commandements
- Kapitänleutnant Eberhard Hoffmann du 30 octobre 1940 au 6 avril 1941
- Oberleutnant zur See Otto Ites du 7 avril au 26 août 1941
- Leutnant zur See Ewald Hülsenbeck du 27 août à octobre 1941
- Oberleutnant zur See Wilhelm Grimme d'octobre 1941 à juin 1942
- Oberleutnant zur See Gerth Gemeiner de juin à août 1942
- Oberleutnant zur See Jürgen Nissen du 8 septembre à octobre 1942
- Oberleutnant zur See Erich Hilsenitz du 2 novembre 1942 au 11 juillet 1943
- Oberleutnant zur See Herbert Waldschmidt 31 mai 1943 au 30 décembre 1944
- Oberleutnant zur See Helmuth Wüst du 22 décembre 1944 au 9 mars 1945
- Oberleutnant zur See Carl Schauroth du 10 mars au 2 mai 1945

## Patrouilles
|       | Commandant      | Départ          | Départ | Arrivée         | Arrivée | Jours    | Succès  |
| ----- | --------------- | --------------- | ------ | --------------- | ------- | -------- | ------- |
| 1     | Oblt. Otto Ites | 17 juin 1941    | Kiel   | 14 juillet 1941 | Kiel    | 28 jours | 3 496   |
| 2     | Oblt. Otto Ites | 26 juillet 1941 | Kiel   | 11 août 1941    | Kiel    | 17 jours |         |
| Total | Total           | Total           | Total  | Total           | Total   | 45 jours | 3 496 t |

Note : Oblt. = Oberleutnant zur See

## Navires coulés
L'Unterseeboot 146 a coulé 1 navire marchand ennemi pour un total de 3 496 tonnes au cours des 2 patrouilles (45 jours en mer) qu'il effectua.
| Date         | Nom   | Nationalité | Tonnage (GRT) | Fait  |
| ------------ | ----- | ----------- | ------------- | ----- |
| 28 juin 1941 | Pluto | Finlande    | 3 496         | Coulé |

### Sources
- (en) Cet article est partiellement ou en totalité issu de l’article de Wikipédia en anglais intitulé « German submarine U-146 (1940) » (voir la liste des auteurs).